# Вовк і Ягня
«Вовк і Ягня» (дав.-гр. Λύκος καὶ ἀρήν) — одна з найвідоміших байок, яку приписують давньогрецькому байкарю Езопу (індекс Перрі № 155), і яка перетворена у вірші римським поетом Федром («Lupus et agnus»). Головних героїв байки два: Вовк та Ягня. Це історія про те, як Вовк нападає на Ягня, і, намагаючись знайти цьому виправдання, звинувачує ягня і вигаданих родичів у вигаданих злочинах. Існує декілька варіантів байки, в яких описується тиранічна несправедливість, де жертву несправедливо осуджують і вбивають, попри велику кількість аргументів проти таких засуджень.
Французький письменник Жан де Лафонтен також використав цю байку у «Вовку та Ягняті». Український байкар Леонід Глібов по-своєму втілив сюжет про Вовка та Ягня. Сюжет  байки використав також Іван Крилов. 

## Текст
У байці йдеться про вовка, який потрапив до ягняти і хоче довести своє право з'їсти його.

| (лат.) «Ad rivum eundem lupus et agnus venerant, siti compulsi. Superior stabat lupus, longeque inferior agnus. Tunc fauce improba latro incitatus iurgii causam intulit: "Cur — inquit — turbulentam fecisti mihi aquam bibenti?" Laniger contra timens: "Qui possum — quaeso - facere quod quereris, lupe? A te decurrit ad meos haustus liquor." Repulsus ille veritatis viribus: "Ante hos sex menses male — ait — dixisti mihi". Respondit agnus: "Equidem natus non eram!" "Pater, hercle, tuus — ille inquit — male dixit mihi!" Atque ita correptum lacerat iniusta nece. Haec propter illos scripta est homines fabula qui fictis causis innocentes opprimunt.» (Федр) | (укр.) «Вовк і ягня, гнані спрагою, підійшли до одного струмка. Вовк стояв вище, а ягня трохи нижче. Тоді нечестивий, підбурюваний ненаситною обжерливістю, почав шукати приводу для сварки. "Чому, — каже, — ти зробив воду, яку я п'ю, каламутною?" А ягня затремтіло: "Як мені, — питає, — зробити те, на що ти нарікаєш, о вовче? Вода тече від тебе до моїх ковтків." Той, відкинутий силою правди: "Півроку тому, — додав він, — ти говорив про мене погано!" Ягня відповіло: "Але насправді... я ще був не народився!" "Клянусь Геркулесом! Твій батько, — сказав вовк, — погано говорив про мене!" І тому, схопивши його, він вбиває його, даруючи йому несправедливу смерть. Ця байка написана для тих людей, які під фальшивими приводами гноблять невинних». |

Наприкінці Федр пише: Haec propter illos scripta est homines fabula, qui fictis causis innocentes opprimunt (Ця байка написана через людей, які з вигаданих причин чинять насильство над невинними людьми).

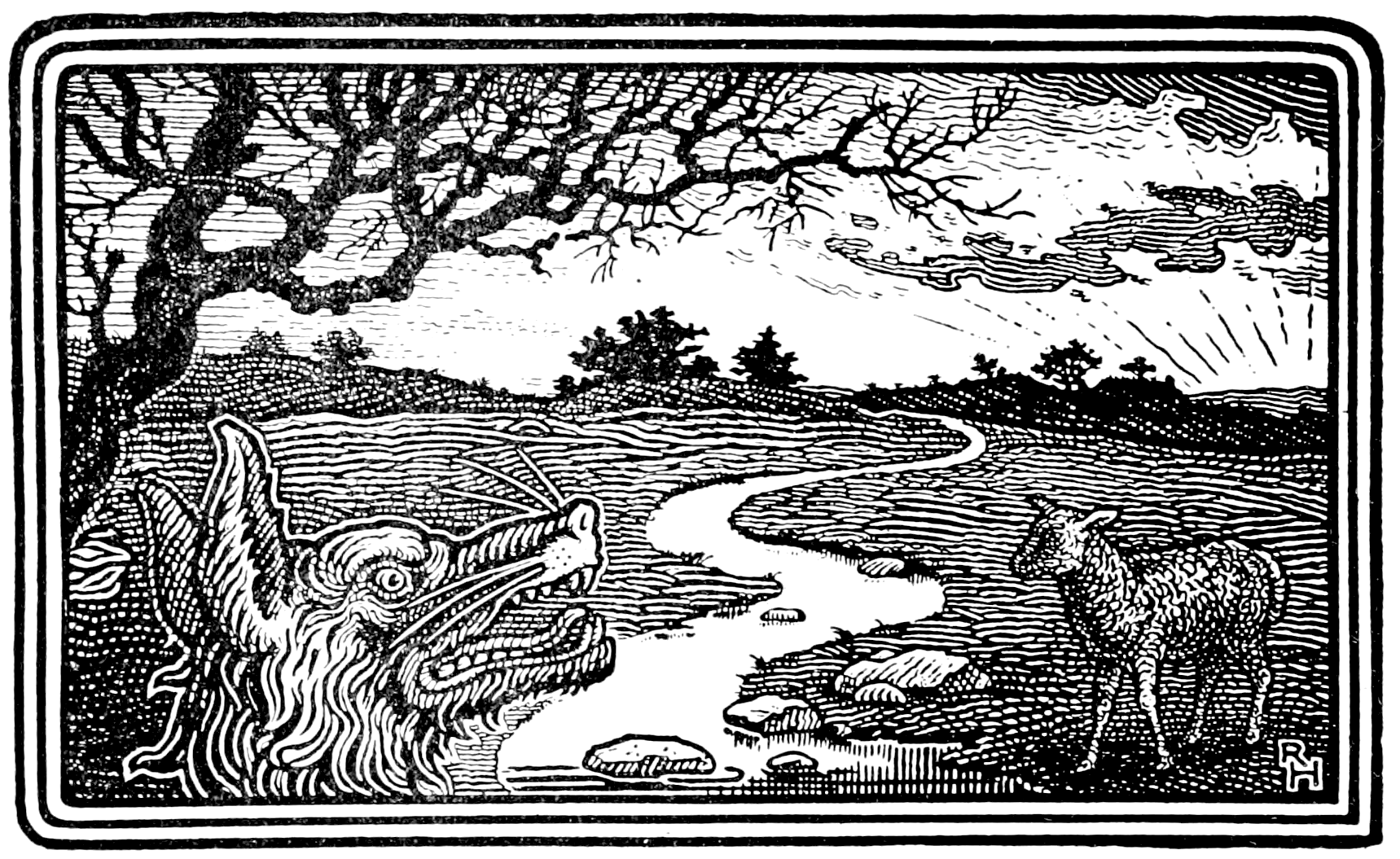
Ілюстрація із збірки «Байок Езопа» (1922).

## Латинські вирази
Латинські вирази Superior stabat lupus (буквально «вовк був вищий») і Pater, hercle, tuus (буквально «Клянусь Гераклом, (це був) твій батько») — це вирази, які хочуть вказати на ситуацію того, хто, сильний у своїх засобах, але не маючи виправдання для своїх цілей, знаходить будь-яке виправдання для своїх дій.

## Аналіз
Герої байки:
- Вовк — є алегорією сили; (жорстокості, брутальної влади, насильства, свавілля);
- Ягня — є алегорією беззахисності.

Мораль: ця байка показує, що з людьми, які мають намір чинити зло, найсправедливіший захист не має ефекту. Винуватці насильства завжди знаходять аргументи, незважаючи на правду. Тиран завжди може знайти виправдання своїй тиранії. Несправедливий не буде слухати міркувань невинного. У сильного завжди слабкий винен.
Засуджуються: легковажне ставлення до життя, тиранія, насильство, несправедливість.
Мова байки: лаконічна суха, ділова; сюжет — найпопулярніший у світовому байкарстві.

## Версії
Байка має чисельні версії.

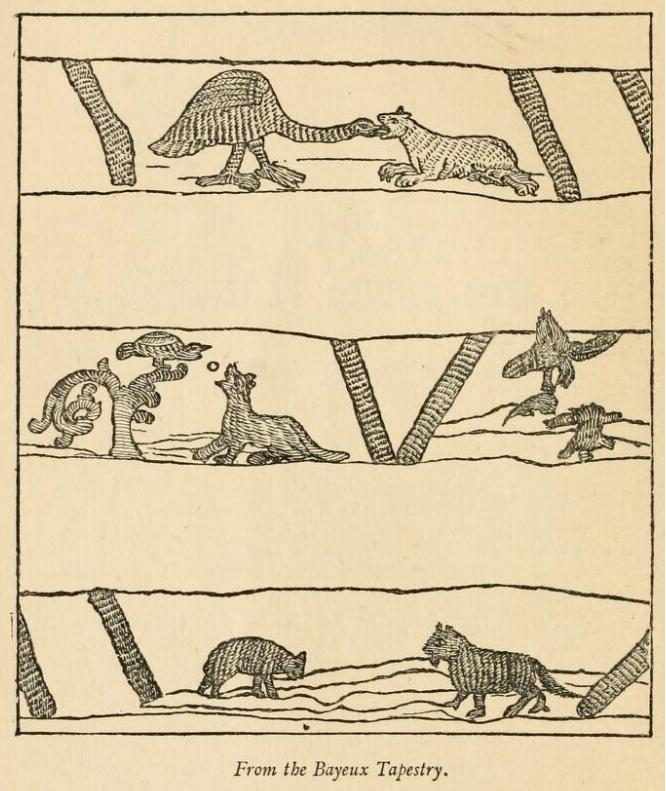
Ілюстрація до трьох байок Езопа на Гобелені з Байо (XI століття). Ілюстрація до «Вовк і Ягня» розташована в нижній частині.

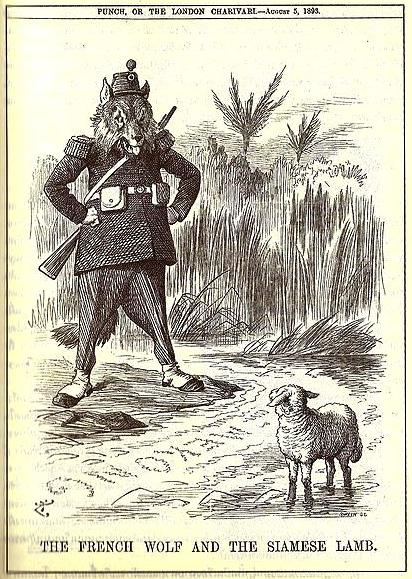
Малюнок у британському щотижневому журналі гумору та сатири «Панч», 1893.

Інший варіант байки, що базується на грецьких джерелах, є байкою про Півня і Кішку, яка знаходиться окремо під номером 16 в Індексі Перрі. У пошуках причин вбити Півня, Кішка звинувачує його в криках на світанку, адже так він будить людей, а також в інцесті з його сестрами та дочками. Не дивлячись на аргумент Півня, що його дії приносять людям користь, Кішка жаліється на власний голод, який «не годується розмовами». Основою обох байок служить латинське прислів'я «Порожній живіт не має вух» або ж іспанський вислів «Lobo hambriento no tiene asiento» (голодний вовк не має місця).
Існують також східні аналоги. Одним з них є притча Джатаки , де головними героями виступають Пантера і Коза. Жертва намагається уникнути своєї долі та ввічливо домовитись із Пантерою. Козу звинувачують в тому, що та ступає на хвіст пантери, чим і відлякує жертву, тому стане її заміною.
Подібна історія зустрічається в перських казках «Панчатантра» під назвою «Куріпка і Яструб». Приводом для вбивства послужило неправдиве звинувачення Куріпки в тому, що та відбирає всю тінь, залишаючи Яструба на палкому сонці. Коли ж Куріпка пояснює, що зараз північ, Яструб вбиває її за суперечливість.

## Тематичні відображення
Упродовж століть, інтерпретатори вкладали у свої байки мораль несправедливості, що була присутня в їхні часи. «Моральні байки» шотландського поета Роберта Гендрісона описують широкий суспільний занепад 15-го століття. Ягня посилається на природні закони, на Писання тощо, але чує відповідь Вовка про збочення всього цього. Потім автор у власних коментарях вказує на три види «вовків», які пригнічують та гноблять бідних: нечесні адвокати, землевласники, які прагнуть розширити власні маєтки та території, аристократи, які експлуатують своїх орендарів.
Політичним використанням байки у міжнародних відносинах стала публікація у британському сатиричному журналі «Панч» за 1893 рік. Випуск опублікований у часи, коли Британія та Франція прагнули поширити свій колоніальний вплив на території сучасного Таїланду. Вовк у журналі зображувався у військовій французькій уніформі, дивлячись на тайське Ягня через річку Меконг.
Набагато раніше подібне політичне використання байки відбулося завдяки англійським вишивальницям, що висловлювали свою незгоду та жах з приводу вторгнення норманів на територію Британії у 1066 році.
Дана історія включена до Байок Лафонтена (№ 10) і використана в музичних творах французьких композиторів, серед яких:
- Луї Ніколя Клерамбо (початок 18-го століття)[15]
- Луї Лакомб, серед його Байок Лефонтена (72, 1875)
- Шарль Лекок у Шести байках Лефонтена для голосу і піаніно (1900)[16]
- Андре Каплет[en] у Трьох байках Лефонтена для голосу і піаніно (1919)
- Марі-Мадлен Дуруфле (1921—1999) в Шести байках Лафонтена для жіночого хору капели (1960)
- Ізабель Абулкер[en] у «Чарівних байках» (1979)[17]
- Клод Балліф (останній із його шансонетів): П'ять байок Лафонтена для малого змішаного хору (72, Nº1 1995)
- Саша Чабан, постановка для оркестру та читання (2012)[18]

Байка також була предметом кількох картин Жана-Батіста Удрі, включаючи одну, що знаходиться у Версальському палаці(1747) і полотно, що на сьогодні знаходиться в музеї Меца. Пізніше вона з'явилась на двох французьких марках.
1995 року випущено поштові марки, присвячені третій річниці смерті Лафонтена, на яких зображувалося Ягня, що лякається віддзеркаленням Вовка у воді.
1977 року в Бурунді вийшов наклад поштових марок, де зображені байки Густава Доре. Одною з них була і ця байка.